# Turleu
Turleu (Turlio) ist eine osttimoresische Aldeia im Suco Tibar (Verwaltungsamt Bazartete, Gemeinde Liquiçá). 2015 lebten in der Aldeia 963 Menschen.

## Geographie und Einrichtungen
Turleu besteht aus zwei getrennten Gebieten. Das eine befindet sich im Nordosten des Sucos Tibar. Westlich und südlich liegt die Aldeia Fatunia. Im Norden grenzt Turleu an den Suco Comoro und im Osten an den Suco Manleuana. Beide gehören zur Nachbargemeinde Dili. Die Grenze zu Manleuana bildet der Rio Comoro. An seinem Lauf, der nur in der Regenzeit Wasser führt, befindet sich das Dorf Beduku. Am gegenüberliegenden Ufer beginnt bereits die Landeshauptstadt Dili, die auch von Norden aus mit einigen Ausläufern nach Turleu hineinragt.
Das zweite Gebiet befindet sich weiter westlich. Es wird umschlossen von den Aldeias Mau-Soi im Süden und Westen, Libaulelo im Norden und Fatunia im Osten, die Turleu in zwei Teile schneidet. Entlang der Ostgrenze verläuft die Überlandstraße von Tibar nach Fahiten. Der Ort Tibar reicht von Norden nach Turleu hinein, während der Ort Turleu mit seinem Ostteil in der gleichnamigen Aldeia liegt, während der Westen, jenseits der Überlandstraße sich in Mau-Soi befindet.
Im Ort Turleu stehen der Sitz des Sucos Tibar und eine Grundschule. Auch Beduku verfügt über eine Grundschule.

## Politik
2023 wurde Ricardo Soares zum Chefe de Aldeia gewählt.